# Balourd
 (décembre 2017).
Si vous disposez d'ouvrages ou d'articles de référence ou si vous connaissez des sites web de qualité traitant du thème abordé ici, merci de compléter l'article en donnant les références utiles à sa vérifiabilité et en les liant à la section « Notes et références ».
Le balourd est un terme de mécanique classique caractérisant une masse non parfaitement répartie sur un volume de révolution entraînant un déséquilibre. L'axe d'inertie ne se confond plus avec l'axe de rotation.

## Force de balourd
La force de balourd est une force tournante, égale à :
{\displaystyle F=m\cdot R\cdot \omega ^{2}\cdot \sin {\omega t}}
avec :
- F : force de balourd (N) ;
- m : masse de déséquilibre (kg) ;
- R : rayon de déséquilibre (m) ;
- ω : vitesse de rotation (rad/s).

Le balourd est équivalent à une masse de déséquilibre située à une distance donnée de l'axe de rotation. Ainsi, le balourd est égal à :
{\displaystyle U=m\cdot R}
Par conséquent, la force de balourd devient :
{\displaystyle F=U\cdot \omega ^{2}\cdot \sin {\omega t}}
Les unités du balourd sont :
- dans le Système international : m kg (mètre kilogramme) ;
- dans l'industrie : cm g (centimètre gramme) ;
- pour la mécanique de précision : mm g (millimètre gramme) ;
- pour l'aéronautique : N m/g (newton mètre par g d’accélération)[2]. La valeur numérique est la même que pour une mesure en m kg. En effet, une force en N est égale à une masse (en kg) multipliée par g. Ainsi, des N/g sont égaux à des kg.

## Types
Il existe plusieurs types de balourd : balourd statique, balourd de couple, balourd dynamique et balourd thermique, et balourd hydraulique

### Balourd statique
L'axe d'inertie est parallèle à l'axe de rotation

Le système de droite présente du balourd statique.

### Balourd de couple
L'axe d'inertie et l'axe de rotation sont sécants.

Le système présente du balourd de couple.

### Balourd dynamique
Le balourd dynamique est une combinaison des deux précédents.

## Équilibrage
L'action de corriger le déséquilibre mécanique d'un système est appelée « équilibrage ».
Par exemple, dans une automobile, l'équilibrage des roues évite les vibrations dans le volant, en continu ou à certaines vitesses, et une usure anormale des roulements de guidage et des pneumatiques.